# Franz Xaver (Vorname)
Franz Xaver, auch Franz-Xaver, [fʁants ˈksɑfɐ] ist ein männlicher Vorname.

## Herkunft, Bedeutung und Verbreitung
Der Name folgt der romanischen Usance, bei Heiligen deren zweiten Namen, auch wenn es ein Bei- oder Nachname ist, als Vorname zu setzen, der Doppelname ist untrennbar mit diesem Heiligen verbunden. Dieser Name geht zurück auf den Heiligen Francisco de Xavier y Jassu, dessen missionarisches Wirken in Indien und Japan bei der katholischen Bevölkerung in früheren Zeiten großen Eindruck hinterließ. Die Briefe des Jesuiten aus der Mission wurden gedruckt verbreitet.
Franz kommt aus dem Althochdeutschen in der Bedeutung ‚frei, kühn‘, ist aber primär der Leitname des Franz von Assisi; Xaver bezieht sich auf die Burg Xavier (vom baskischen Ausdruck etxe berri ‚neues Haus‘), den Geburtsort des Heiligen.
Die Eindeutschung hat sich nach der Gegenreformation des 16. Jahrhunderts überwiegend im bairischen Sprachraum (Bayern und Österreich) verankert und wird mit F. X. abgekürzt, eine Verkürzung Franz X. ist auch möglich, weggelassen wird „Xaver“ aber nicht. Rufname ist fast ausschließlich „Xaver“ (oder das volle Franz-Xaver). (Im Amerikanischen, wo der christliche Bezug weniger dominant ist, kommen Abweichungen davon aber vor.)

## Namenstag
Der Name wird nicht mit anderen Heiligen namens Franz verbunden, Namenstag ist daher ausschließlich:
- 3. Dezember – Hl. Franz Xaver (Sterbetag 1552)

## Varianten
Der Name ist in mehreren Sprachen heimisch:
- lateinisch Franciscus Xaverius
- katalanisch Francesc Xavier
- italienisch Francesco Saverio
- spanisch Francisco Javier
- portugiesisch Francisco Xavier
- französisch François Xavier
- englisch Francis Xavier
- polnisch Franciszek Ksawery
- tschechisch František Xaver

## Namensträger (alle Sprachvarianten)
A
- Francisco Xavier do Amaral (1937–2012), osttimoresischer Politiker
- Francisco Javier Aramendia (* 1986), spanischer Radrennfahrer

B
- Franz Xaver von Baader (1765–1841), katholischer Theologe und Philosoph
- Francesco Saverio Bianchi (1743–1815), italienischer Mönch und Mystiker
- Franz Xaver Bogner (* 1949), deutscher Regisseur
- Franz Xaver von Bourbon-Parma (1889–1977), Bruder der Kaiserin Zita von Österreich-Ungarn
- Franciszek Ksawery Branicki (1730–1819), polnischer Adliger und Politiker
- František Xaver Brixi (1732–1771), tschechischer Komponist
- Franz Xaver Brückner (* 1987), deutscher Film- und Theaterschauspieler
- Franciszek Ksawery Brzeziński (1867–1944), polnischer Komponist
- Francis X. Bushman (1883–1966), US-amerikanischer Filmschauspieler

C
- Francisco Javier Casquero (* 1976), spanischer Fußballspieler
- Francisco Javier Castaños (1756–1852), spanischer Herzog und General
- Francesco Saverio Castiglioni, Papst Pius VIII. (1761–1830), italienischer Geistlicher
- Francisco Javier Chica (* 1985), spanischer Fußballspieler
- Francisco Javier Clavijero (1731–1787), mexikanischer Schriftsteller

D
- Francis Xavier Dercum (1856–1931), US-amerikanischer Neurologe
- François-Xavier de Donnea (* 1941), belgischer Politiker
- Franz Xaver Duschek (1731–1799), böhmischer Komponist und Pianist

E
- Franz Xaver Eder (1914–2009), deutscher Physiker
- Franz Xaver Eder (1925–2013), deutscher Geistlicher, Bischof von Passau
- Francisco Javier de Elío (1767–1822), spanischer Gouverneur von Montevideo und Vizekönig
- Francisco Javier Errázuriz Ossa (* 1933), chilenischer Erzbischof von Santiago de Chile

F
- François-Xavier-Pascal Fabre (1766–1837), französischer Maler
- Francisco Javier Fernández (* 1977), spanischer Geher
- Franz Xaver Feuchtmayer (1705–1764), deutscher Stuckateur
- František Xaver Franc (1838–1910), böhmischer Gärtner und Amateurarchäologe
- Franz Xaver Frenzel, eigentlich Friedemann Katt (* 1945), Künstlername des österreichischen Komponisten
- Franz Xaver Fuchs (1868–1944), österreichischer Maler
- Franz Xaver Fuhr (1898–1973), deutscher Maler

G
- Franz Xaver Gabelsberger (1789–1849), deutscher Stenograf
- Francisco Javier García Fernández (* 1987), spanischer Fußballspieler
- Francisco Javier García Gaztelu (1966–2013), spanischer ETA-Terrorist
- Franz Xaver Gärtner (1925–2012), deutscher Generalarzt
- Franz Xaver Gebel (1787–1843), deutscher Komponist, Pianist und Dirigent
- Franz Xaver Gernstl (* 1951), deutscher Dokumentarfilmer und Produzent
- Franz Xaver Gewey (1764–1819), österreichischer Beamter, Schauspieler und Schriftsteller
- François-Xavier Gillot (1842–1910), französischer Botaniker
- Francisco Javier Gómez Noya (* 1983), spanischer Leichtathlet
- Franz Xaver Gruber (1765–1814), deutscher Polizeidirektor
- Franz Xaver Gruber (Conrad Franz Xaver Gruber; 1787–1863), österreichischer Lehrer und Komponist
- Franz Xaver Gruber (Distelgruber; 1801–1862), österreichischer Maler
- Franz Xaver Gruber (1826–1871), österreichischer Lehrer und Komponist
- Franz Xaver Gruber (* 1968), österreichischer Politiker (ÖVP)
- Francisco Javier García Guerrero (* 1976), spanischer Fußballspieler, siehe Javi Guerrero

H
- Franz Xaver Haberl, deutscher Musikwissenschaftler
- Franz Anton Xaver Hauser (1739–1819), deutscher Bildhauer
- Franz Xaver Hauser (1793–1838), deutscher Bildhauer
- Franz Xaver von Hohenzollern-Hechingen (1720–1765), österreichischer Feldmarschallleutnant
- François-Xavier Houlet (* 1969), französischer Handballspieler

I
- Francisco Javier de Istúriz (1790–1871), spanischer Politiker und Ministerpräsident

K
- Franz Xaver Karker (1818–1892), römisch-katholischer Theologe, Fürstbischöflicher Delegat für Brandenburg und Pommern, Propst von St. Hedwig in Berlin
- Franz Xaver Kasper (1900–1967), deutscher Bildhauer
- Francis Xavier Kriengsak Kovitvanit (* 1949), thailändischer Erzbischof
- Franz Xaver Kraus (1840–1901), deutscher katholischer Kirchenhistoriker
- Franz Xaver Krenkl (1780–1860), deutscher Rennstallbesitzer und Pferdehändler
- Franz Xaver Kroetz (* 1946), deutscher Autor und Schauspieler
- Franz Xaver Kugler (1862–1929), deutscher Wissenschaftler und Theologe

L
- Franz Xaver Lang (1867–1934), deutscher Politiker (BVP)
- François-Xavier Lê Văn Hông (* 1940), vietnamesischer Weihbischof
- Franz Xaver Lehner (1904–1986), deutscher Komponist und Hochschullehrer
- Franz Xaver Leonhard (1812–1882), deutscher Pädagoge, Geistlicher und Politiker (Zentrum)
- Franz Xaver Leonhard (1839–1913), deutscher Geistlicher und Politiker (Zentrum)
- Franz Xaver Link (1889–1968), deutscher Politiker (FDP/DVP)
- Franz Xaver von Linsenmann (1835–1898), Moraltheologe und Bischof von Rottenburg

M
- Francis Xavier McCloskey, bekannt als Frank McCloskey (1939–2003), US-amerikanischer Politiker
- Franz Xaver Meitinger (1905–1966), deutscher Politiker (BP)
- Francesco Saverio Merlino (1856–1930), italienischer Jurist und Theoretiker des libertären Sozialismus
- Franz Xaver Messerschmidt (1736–1783), deutscher Bildhauer
- Francis Xavier Osamu Mizobe (1935–2016), japanischer Bischof
- Franz Xaver Wolfgang Mozart (1791–1844), österreichischer Komponist, Sohn von Wolfgang Amadeus Mozart
- Franz Xaver Müller (1870–1948), österreichischer Komponist, Priester und Domkapellmeister
- Francisco Javier Muñoz Llompart (* 1980), spanischer Fußballspieler und -trainer, siehe Xisco (Fußballspieler, 1980)

N
- František Xaver Naske (1884–1959), tschechischer Maler
- Franz Xaver von Neveu (1749–1828), von 1794 bis 1803 der letzte Fürstbischof von Basel
- François Xavier Nguyên Van Thuân (1928–2002), vietnamesischer Kardinal
- Francesco Saverio Nitti (1868–1953), italienischer Politiker und Premierminister 1919–20

O
- François-Xavier Ortoli (1925–2007), französischer Politiker und Geschäftsmann

P
- Francisco Javier de Pedro Falque, bekannt als Javier de Pedro (* 1973), spanischer Fußballspieler
- Francisco Javier López Peña (genannt Thierry) (* 1948), ETA-Aktivist
- Francisco Javier Rodríguez Pinedo (* 1981), mexikanischer Fußballspieler
- František Xaver Pokorný (1729–1794), böhmischer Komponist

R
- Franz Xaver Richter (1709–1789), böhmischer Komponist

S
- František Xaver Šalda (1867–1937), tschechischer Literat
- Francesco Saverio Salerno (1928–2017), italienischer Kurienbischof
- Franz Xaver Schmuzer (1713–1775), deutscher Stuckateur
- Franz Xaver von Schönwerth (1810–1886), bayerischer Gelehrter
- Franz Xaver Schöpfer (1754–1828), österreichischer Politiker, Bürgermeister von St. Pölten
- Franz Xaver Schwarz (1822–1904), württembergischer Maler
- Franz Xaver Schwarz (1875–1947), deutscher NSDAP-Reichsschatzmeister
- Franz Xaver Schwediauer (1748–1824), österreichischer, später englischer, danach französischer Arzt (Venerologe)
- Franz Xaver Seelos (1819–1867), deutscher katholischer Theologe (2000 seliggesprochen)
- Franz Xaver Seppelt (1883–1956), Kirchenhistoriker
- Francis Xavier Shields jr., bekannt als Frank Shields (1909–1975), US-amerikanischer Tennisspieler und Schauspieler
- Francisco Javier Stegmeier Schmidlin (* 1962), chilenischer Bischof
- Franz Xaver Steinmetzer (1879–1945), österreichischer, später tschechischer, römisch-katholischer Theologe, Religionswissenschaftler, Orientalist, Assyriologe und Autor
- Franz Xaver Süßmayr (1766–1803), österreichischer Komponist

T
- Francesco Saverio Toppi (1925–2007), italienischer Bischof

U
- Franz Xaver Uhl (1955–2011), deutscher Landrat
- Franz Xaver Unertl (1911–1970), deutscher Politiker (CSU)

V
- Francisco Javier Vergara y Velasco (1860–1914), kolumbianischer Geograph, Kartograph und Historiker
- Francisco Javier Vidarte (1970–2008), spanischer Philosoph und Schriftsteller
- Francisco Javier Vila Errandonea, bekannt als Francisco Vila (* 1975), spanischer Radrennfahrer

W
- Franz-Xaver Wack (* 1965), deutscher Fußballschiedsrichter
- Franz Xaver Wagner (1805–1879), Schweizer Politiker und Dichter
- Franz Xaver Wagner (1837–1907), deutscher Konstrukteur und Erfinder
- Franz Xaver Wagner (1939–2011), deutscher Satiriker
- Franz Xaver von Wegele (1823–1897), deutscher Historiker
- Franz Xaver Winterhalter (1805–1873), deutscher Maler und Lithograf
- Franz Xaver Freiherr von Wulfen (1728–1805), österreichischer Botaniker und Mineraloge

X
- Francisco de Xavier (1506–1552), Hl. Franz Xaver, spanischer Jesuit, Apostel Indiens und Japans
- Francisco Cândido Xavier, bekannt als Chico Xavier (1910–2002), brasilianisches Medium

Y
- Francisco Javier Yeste Navarro, bekannt als Francisco Yeste (* 1979), spanischer Fußballspieler

Z
- Franz Xaver von Zach (1754–1832), österreichischer Astronom, Geodät und Mathematiker
- Francesco Saverio de Zelada (1717–1801), spanischer Kardinal
- Franz Xaver Zippe (1791–1863), böhmischer Naturwissenschaftler
- Franz Xaver von Zwack (1756–1843), Hofrat und Regierungspräsident in München und Speyer